# Германско нападение срещу Люксембург
Германското нападение срещу Люксембург на 10 май 1940 година е военна операция в Люксембург в началото на Битката за Франция на Западния фронт на Втората световна война.
Тя е част от плана на Германия за обход от север на Линията „Мажино“. В страната навлизат три германски дивизии, които почти не срещат съпротива. От Франция пристигат части от дивизия, които бързо се оттеглят зад границата, а британската авиация нанася няколко удара по германските части. Операцията приключва за няколко часа, след което Германия анексира цялата страна.